# Márton Dina
Márton Dina (* 11. April 1996 in Budapest) ist ein ungarischer Radrennfahrer.

## Sportlicher Werdegang
Seine internationale Karriere im Radsport begann Dina 2018 beim ungarischen Pannon Cycling Team. Im Verlauf der Saison 2019 wechselte er zum damaligen Kometa Cycling Team, für das er bis zur Saison 2022 an den Start ging. Bei der heimischen Ungarn-Rundfahrt 2019 musste er als Zweiter der Gesamtwertung nur Krists Neilands den Vortritt lassen. Mit dem Giro d’Italia 2021 nahm er einmalig an einer Grand Tour teil, die er als 100. der Gesamtwertung beendete.
Zur Saison 2023 wechselte Dina zum tschechischen UCI Continental Team ATT Investments. Bei der Tour of Małopolska 2023 erzielte er die ersten Siege seiner Karriere auf der Straße, als er sowohl den Prolog als auch die Bergankunft der dritten Etappe gewann und damit auch die Gesamtwertung für sich entschied. 2024 konnte er erneut zwei Etappen der kleinen Rundfahrt für sich entscheiden.
Nach zwei Jahren auf kontinentaler Ebene kehrte Dina zur Saison 2025 mit dem UCI ProTeam Euskaltel-Euskadi in den Profiradsport zurück.
Bei den nationalen Meisterschaften trat Dina wiederholt im Cyclocross, Gravelrennen und MTB an und errang über alle Altersklassen hinweg sechs Titel im Cyclocross, drei Titel im Cross-Country und einmal den Titel im Gravel.

## Erfolge

### Straße
2023
- Gesamtwertung, eine Etappe und Prolog Tour of Małopolska

2024
- eine Etappe und Prolog Tour of Małopolska
- Bergwertung Tour of Bulgaria
- Ungarischer Meister – Gravel

2025
- Ungarischer Meister – Straßenrennen

### Mountainbike
2015, 2016
- Ungarischer Meister – Cross-Country XCO (U23)

2019
- Ungarischer Meister  – Cross-Country XCO

### Cyclocross
2014
- Ungarischer Meister (Junioren)

2015, 2016, 2017
- Ungarischer Meister (U23)

2023, 2024
- Ungarischer Meister

## Grand Tour-Platzierungen
| Grand Tour            | 2021 |
| --------------------- | ---- |
| Giro d’ItaliaGiro     | 100  |
| Tour de FranceTour    | –    |
| Vuelta a EspañaVuelta | –    |